# San José (departament)
San José – urugwajski departament położony w południowej części kraju, nad estuarium La Plata. Sąsiaduje z następującymi departamentami: na zachodzie z Colonia, na północy z Flores, na wschodzie z kolei z Florida i Canelones, a na południowym wschodzie z Montevideo.
Ośrodkiem administracyjnym oraz największym miastem tego powstałego w 1816 r. departamentu jest San José.
Powierzchnia San José wynosi 4 992 km². W 2004 r. departament zamieszkany był przez 103 104 osoby, co dawało gęstość zaludnienia 20,7 mieszk./km².